# عياض في الرياض (فلم)
عياض في الرياض(بالإنجليزية: Ayyad in Riyadh) فيلم سينمائي سعودي كوميدي و تشويقي من بطولة محمد العيسى، وعوض عبد الله، علي الدويان، سعد المدهش، وهو من تأليف وإخراج المخرج الإماراتي راكان.

## ملخص قصة الفيلم
تدور أحداث الفيلم السعودي «عياض في الرياض»، حول أب ثري منفصل من زوجته يرسل ابنته للدراسة في الخارج وعندما تعود هذه الفتاة بعد خمس سنوات ترفض الارتباط بابن عمها، وتبدأ بالبحث عن شخص بسيط للارتباط به إلى أن تجد شاباً جاء للرياض، وذلك للبحث عن فرصة عمل، ومن هنا تبدأ المغامرات في قالب كوميدي ساخر.

## طاقم العمل

### الممثلون
- محمد العيسى
- عوض عبد الله
- علي الدويان
- سعد المدهش
- محمد المنصور
- ريفال خواجي
- ربيع طه

## هوامش
- يستعد المخرج الإماراتي راكان، إلى طرح فيلمه الجديد «عياض في الرياض» في صالات السينما المحلية والخليجية، نهاية شهر يناير 2023، ويشهد العمل عودة الممثل السعودي محمد العيسى إلى الساحة الفنية مجدداً بعد فترة من الغياب، ليلعب بطولة الفيلم الذي يمزج بين الدراما والكوميديا.[3]
- تدور أحداث الفيلم السعودي «عياض في الرياض» حول أب ثري منفصل عن زوجته، يرسل ابنته للدراسة في الخارج، وعندما تعود بعد 5 سنوات، يقرر والدها زواجها من ابن عمها، لكنها ترفض الارتباط به، وتلتقي بشاب بسيط جاء إلى الرياض للبحث عن فرصة عمل، فتجد فيه فارس أحلامها، ومن هنا تبدأ المغامرات في قالب كوميدي.[4]
- يشارك في بطولة الفيلم مجموعة من فناني السعودية، منهم: علي الدويان، عوض عبدالله، ريفال خواجي، وليد الغنام، عبير السعيد، وبمشاركة خاصة من سعد المدهش ومحمد المنصور وعادل الشريف والفنان السوداني القدير ربيع طه وعيسى عرب، وتمت عمليات المونتاج والتلوين والتصوير والمكساج بين الإمارات والقاهرة.[5]
- أظهرت المؤشرات أن الفيلم السعودي "عياض في الرياض" احتل المرتبة الثالثة في منصة "نتفليكس" العالمية. يقول راكان مخرج وكاتب الفيلم: "الأمر كان متوقعا بالنسبة إليّ بأن يكون الفيلم من ضمن الترند في السعودية، وأتوقع أيضاً أن يصل إلى المركز الأول لأنه جاء قريباً من الجمهور السعودي، ولهذا وصل إليه ولامسه، إذ لا يمكن لأحد أن يفرض نوعية المشاهدات على الجمهور".

- ويوضح المخرج الإماراتي: "إنه أول فيلم سعودي من إخراجي، وقد حافظت فيه على الخط الاجتماعي الكوميدي الذي أتبعه في أفلامي، وحرصت على تقديم محتوى يحاكي كل أفراد العائلة، وهو ما يميز أعمالي التي تستهدف الصغير قبل الكبير، ليكون الفيلم متاحا لمشاهدة عائلية، مع العلم أن التخصص بالأفلام لفئة معينة قد يكون أسهل على المخرج مثل الأفلام التي تنتج لمن هم فوق 18 سنة لكن عندما أحاول أن أشمل الصغير والكبير تكون الأمور صعبة جداً، إلا إننا نجحنا وهو ما أثبتته الأرقام لأن الأرقام لا تكذب".[6]